# 天社三
天社三(δ Vel / 船帆座δ)是船帆座的一颗恒星，距地球约79.7光年。天社三有时与船帆座ω和大犬座的恒星合称为“弧矢”，意为“弓和箭”。
天社三由两个双星系统组成。该四颗恒星中最亮的是船帆座A，它是一颗A型的主序白矮星，视星等为+2.02。它的伴星船帆座B星等为+5.1，距船帆座A为2.6弧秒。另一个双星系统在69弧秒之外，由11等的船帆座C和船帆座D组成，二者相距6弧秒。
最近，伽利略號探测器在木星发现天社三是一颗变星。它每45天亮度变化约30%。天社三是已知最亮的食双星（尽管大陵五更加容易观测）。
由于岁差的缘故，天社三将在公元9000年成为南极星。